# 갈촌역
갈촌역(Galchon station, 葛村驛)은 경상남도 진주시 문산읍 갈곡리에 위치했던 경전선의 철도역이다. 2012년 10월 23일 경전선 마산 - 진주간 복선이 개통되어 폐역되었다.

## 연혁
- 1925년 6월 15일 : 무배치간이역으로 영업 개시[1]
- 1967년 9월 1일 : 을종승차권 대매소로 지정[2]
- 1970년 2월 20일 : 보통역으로 승격, 현재의 역사 준공[3]
- 1990년 1월 1일 : 소화물취급 중지[4]
- 1993년 4월 15일 : 차내취급역 지정
- 1995년 12월 1일 : 배치간이역으로 격하[5]
- 2003년 12월 20일 : 역사 개보수
- 2005년 9월 30일 : 화물 취급 중지
- 2008년 9월 22일 : 역무원 철수, 무배치 간이역으로 격하
- 2009년 6월 : 명예역장 배치
- 2012년 10월 23일 : 경전선 마산-진주 복선비전철 개통에 따라 폐역

## 사진

역사 (광장쪽)
역사 (선로쪽)
승강장
역 전경